# Пламен Хинков
Пламен Димитров Хинков е български оператор.

## Биография
Роден е в град София на 6 октомври 1948 г. През 1978 г. завършва операторско майсторство във ВИТИЗ „Кръстьо Сарафов“.

## Филмография

### Като оператор
- Масово чудо (1981)
- Синът на Мария (1983)
- Разводи, разводи (1989)
- Разходки с ангела (1990)
- Мадам Бовари от Сливен (1991)
- Всичко от нула (1996)

### Като актьор
- Черно-бяло (тв, 1983)